# Campesino aprende a leer (canción)
«Campesino aprende a leer» es el título de una canción del compositor nicaragüense Jorge Isaac Carballo compuesta en 1962.
"Campesino aprende a leer" es una canción protesta (canción de autor) en ritmo de Son nica de amplia difusión a nivel iberoamericano. En Nicaragua, es famosa la interpretación de Otto de la Rocha quien la popularizó a mediados de la década los años sesenta.
Entre los tantos comentaristas que han reseñado esta canción, se destaca Fidel Castro cuando en un discurso transmitido por Radio Habana Cuba, se refirió a esta composición emblemática de un hombre con ideas revolucionarias, quien llegó a articular un profundo mensaje de emancipación campesina, creando la más notable canción para una campaña de alfabetización.
Esta canción ha sido utilizada en las campañas publicitarias radiofónicas, televisivas e impresas como parte de programas de alfabetización en varios países de Latinoamérica sin que su autor reciba, al menos, el crédito de la autoría, ya no se diga que perciba réditos por derechos de autor, a los cuales tiene derecho.